# Държавна аеропланна работилница
Държавната аеропланна работилница (ДАР) в Божурище е първото българско самолетостроително предприятие. Разположено е на територията на Летище Божурище. Разработените проекти и произведени в тази фабрика самолети са наименувани с нейните инициали ДАР.
От 1925 до 1954 г., когато се закрива, самолетостроителното производство в самолетостроителните фабрики – ДАР в Божурище, Държавната самолетна фабрика (ДСФ) в Ловеч и самолетостроителната фабрика „Капрони Български“ в Казанлък, са проектирани 40 прототипа и са произведени около 1000 самолета.

## История
Експлоатацията на самолетния парк по време на война предизвиква потребността от спешно създаване на полева аеропланна работилница. Така в късната есен на 1912 година към 2-ро аеропланно отделение край с. Черкезкьой се организира работилница от основателят на българската авиация Васил Златаров. Неин ръководител, негласно обявен и непризнат като щатна длъжност, е Иван Каролев.
През Първата световна война увеличаването на самолетния парк на българската войска и потребността от поддръжка и ремонт налагат да се изгради ремонтна работилница. За това се разпорежда със заповед №1298 от 15.12.1915 г., а основния камък е поставен две години по-късно – на 24 юни 1917 г. За началник на работилницата е назначен Симеон Петров. Генералният щаб на войската командирова през 1917 г. летците капитан Симеон Петров и поручик Владимир Балан да проучат германския опит по обучението и изграждането на модерно оборудвани работилници. След посещението на такива авиационни поделения, Петров и Балан препоръчват българската аеропланна работилница да ползва за модел организацията, сградите, хангарите и оборудването на новата аеропланна работилница в Гросенхайм край Дрезден (Dresden), ръководена от майор фон Минквиц. Под ръководството на началника в Божурище започва изграждането на една първокласна въздушна база с железобетонни постройки, работилница, 4 хангара, електрическа централа, складове, жилище, офицерско казино. За ремонта и изработването на самолетните крила се поставя началото на аеродинамична лаборатория.
С предавателен протокол от 18.12.1919 г. на съюзническата Контролна комисия по ликвидирането на българската авиация са предадени 73 самолета на летище Божурище. Пред незавършените сгради на Аеропланната работилница са унищожени самолетите, 110 авиационни двигателя, 3 аеростата, 76 броя авиационни картечници, бордни уреди, боеприпаси, авиобомби и друго авиационно оборудване. През септември 1920 г. на същото място са разрушени 9 броя хидроплани на морската авиация, докарани с железницата от Варна. Въпреки вандалския акт на разрушаване и изгаряне остатъците от самолетите и двигателите от тях, от укрити части през 1921 г. са сглобени в работилницата 2 самолета – Албатрос C.III (Albatros C.III) и DFW C.V. Това се осъществява пак благодарение на усилията на Симеон Петров за съхраняването на материално-техническата база и подкрепата на Иван Платников, Димитър Ангелов, Илия Младенов, Иван Симеонов.
Специалистите начело с капитан Петров, въз основа на проучването на германския опит за обучение и за подготовка на летателни и технически кадри, приемат модела и организацията на новата аеропланна работилница към училището в Гросенхаймн. Уточнени са всички договорености и в България е построена подобна работилница, като това начинание окончателно се реализира през пролетта на 1925 г. С правителствено решение на летище Божурище се създава първото българско самолетостроително предприятие, наречено Държавна аеропланна работилница (ДАР). За пръв началник на ДАР е назначен летецът капитан Марко Първанов. По покана на Българското правителство през юли 1925 г. в България пристига немският летец и авиоконструктор инж. Херман Винтер (Hermann Winters) със задача да организира и постави самолетостроенето ни на научна и промишлена основа. В неговата група с 5-годишен договор идват още 5 души (двама инженери конструктори Нусбаум и Вайсбрихт и трима майстори специалисти Конрад, Шулце и Щемпел). Херман Винтер става главен инженер и началник на конструкторското бюро, в което са привлечени младите българските аероинженери Цветан Лазаров, дотогавашен инструктор в пилотската школа Божурище, специализирал в Берлин, американският възпитаник инж. Кирил Петков, Борис Денчев, Селиванов, Донев, Касабов, Стойчев и средните техници Бончев и Маляков. През 1926 г. Винтер завършва първата в България самолетна конструкция ДАР-1. До 1941 г. в ДАР общо са произведени 94 самолета от 12 типа, от които самостоятелни конструкции са ДАР-6, ДАР-6А и ДАР-10А на Цветан Лазаров, ДАР-7 и ДАР-8 на Кирил Петков, а останалите – на Херман Винтер.

## Произведени самолети
- „ДАР У-1“ е първият самолет, построен в ДАР, наречен на името на трагично загиналия капитан Иван Узунов. Строи се през 1925 – 1926 г. като копие на германския DFW C.V, който е бил на въоръжение в българската войска. Произведени са 8 броя. Първият пробен полет е извършен от капитан Марко Първанов.
- „ДАР-2“ е произведен от укрити двигатели и части на „Албатрос С.III“. Инж. Херман Винтер, познаващ много добре конструкцията на този самолет, е построил от наличните части самолети точни копия на известния „Албатрос“.
- „ДАР-1“ и „ДАР-1А“ е учебен двуместен двуплощник, построен в серия. Представлява развитие на „У-1“ („ДАР У-1“). Преминал е през статични изпитвания в аеродинамична лаборатория и металоизмервателна служба. Произвеждан е с 2 двигателя – „Валтер“ с 60 hp и „Валтер-Вега“ с мощност 85 hp. Изключително ниската мощност е обусловена от ограничаващите клаузи в Ньойския договор. „ДАР-1А“ е една изключително сполучлива конструкция. Построени са 12 самолета, предадени на Аеропланното училище.
- „ДАР-3“ е изключително сполучлив самолет, конструиран и произвеждан през периода 1935 – 1940 г. С идеите и решаващото участие на инж. Цветан Лазаров е създаден самолет, който според предназначението си не е имал европейски конкуренти. Официално е произвеждан като транспортен самолет, но е конструиран като разузнавателен. Произвеждат се модификации с различни двигатели.
  - „ДАР-3 „Гарван I““ e произведен през 1936 г. в серия от 6 самолета.
  - „ДАР-3 „Гарван II““ е произведен през 1937 г. в серия от 6 самолета.
  - „ДАР-3 „Гарван III““ е многоцелеви самолет-биплан за разузнаване и поддръжка на сухопътни войски. Въоръжен е с 2 картечници и носи бомбов товар до 250 kg на външно окачване. Конструктивните промени спрямо първите „Гарвани“ е ново усилено тяло, нов колесник и полузакрита кабина. Произведен е през 1939 г. в серия от 12 машини.
- „ДАР-4“ се появява през 1931 г. като прототип на – тримоторен /Walter Mars”-145к.с./ двуплощник. Поради отклонения в аеродинамичните изчисления, Х.Винтер спира серийното производство на този пътнически самолет. Това е двуплощен тримоторен транспортен самолет за 2-ма души екипаж и 4-ма пътника. Самолетът е построен само от български конструктори. Това е единственият многомоторен самолет, проектиран и произведен в България. Поради слабости в управлението е бракуван, без да е доразвиван. Това решение е пагубно не само за машината, но и за колектива, създал самолета.
- „ДАР-5“ е разработен от американския възпитаник инж. Кирил Петков. Истинската идея за създаването на изтребител и целите са постигнати, но формално е използван като самолет-лаборатория за проучване на метеорологичните данни на височина от 5000 метра. Вероятно интриги и лобистки интереси са попречили създаденият самолет да остане само прототип.
- „ДАР-6“ е конструиран от инж. Цветан Лазаров. Изпреварва по показатели всички чуждестранни самолети в България. Двуместен двуплощник за учебно-тренировъчни полети. Строен е с двигатели 85 hp и 145 hp. Според оценката на Петко Попганчев той е „...един отличен самолет с пълна акробатичност“. Произведен е в серия от 10 самолета. След преместването на ДАР в ДСФ, Ловеч инж. Лазаров разработва вариант на „ДАР-6“ под името „ДАР-9 „Синигер““.
- „ДАР-7“ с означение „ДАР-7 СС-1“ (вероятно свързочен самолет) е моноплан, разработен от инж. Кирил Петков. За резултатите от тази конструкция няма останала документална следа.
- „ДАР-8 „Славей““ е двуместен учебен самолет с качества, близки до най-добрите чуждестранни образци. Конструиран и внедрен в производство от инж. Кирил Петков. Година на производство 1938. Не се пуска в голямо серийно производство поради високите качества на вече произвеждания „ДАР-6“. Произведени са 12 броя.
- „ДАР-9 „Синигер““ е произведен през 1941 г. Двуместен едномоторен биплан за начално обучение, понататъшно развитие на „ДАР-6А“. Съчетава най-доброто от предшественика си и вносните учебни самолети Fw-44 Stieglitz. След войната 9 самолета са предадени на Югославия; единственият съхранен самолет от този тип се намира в Авиационния музей в Загреб.
- В ДСФ, Ловеч се произвеждат замисленият многоцелеви самолет „ДАР-10А“ и „ДАР-10Ф“. Прототипът на „ДАР-10А“ е унищожен през 1942 г. при кацане в мъгла. „ДАР-10Ф“, конструиран от инж. Цветан Лазаров с двигател „Фиат“, е предаден за изпитания през март 1945 г. Отличен лек бомбардировач и щурмови самолет. Останал е само като прототип поради започналото превъоръжаване на ВВС с нови типове самолети. Неговото създаване е закъсняло с 4 – 5 години.

## Галерия
- ДАР-1 – реплика, в летателна годност
- ДАР-2
- ДАР-4 – опитен образец на тримоторен самолет
- ДАР-4 – единственият произведен в България многомоторен самолет
- ДАР-10

## Равносметка
В ДАР, Божурище по производство на самолети се работи от 1925 до 1940 г., когато производствената база е прехвърлена в ДСФ, Ловеч. Във фабриката поради ограниченията от Ньойския договор са разработвани и произвеждани маломощни, бавноскоростни учебни самолети. Изключение правят само създадените през 1939 г. ДАР-3 „Гарван III“ и по-късно прототипите на „ДАР-10“.
След края на Втората световна война са доставени трофейни германски самолети, добре познати на българските летци. По разпореждане на правителството те са унищожени, а националното производство на самолети е преустановено през 1954 г. Самолетният парк на ВВС се попълва изключително с внос на самолети от СССР.